# Булльупе
Бу́лльупе (латыш. Buļļupe, ранее — Болдер-Аа) — река в Латвии, левый приток Даугавы в северо-западной части города Риги. Длина — 9,5 км, ширина — около 200 м. Средняя глубина — 3—5 м.

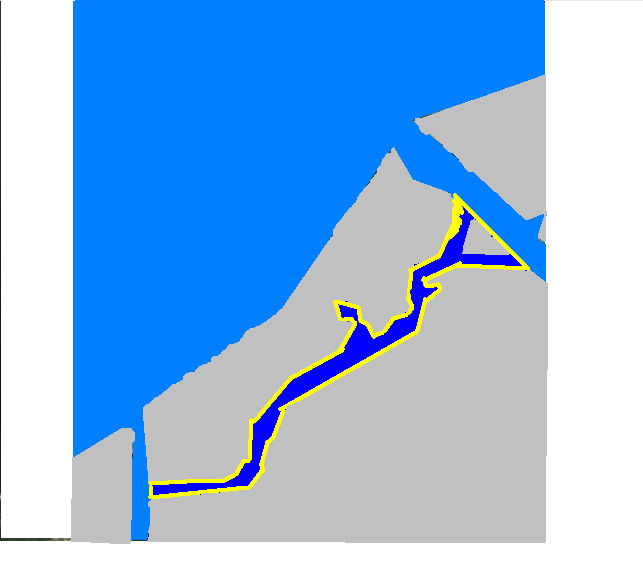

Булльупе является правым ответвлением нижнего течения реки Лиелупе и соединяет Лиелупе с Даугавой, отделяя от Риги остров Буллю. До 1755 года Лиелупе не имела выхода в Рижский залив, а впадала в Даугаву; таким образом, Булльупе является прежним руслом реки Лиелупе. Булльупе впадает в Даугаву двумя рукавами, соответственно в 2 и 4 км от её устья; между этими рукавами находится Остров Любви. Южный рукав, прилегающий к Болдерае, называется Лоцманский канал или Лочупе.
Между Даугавгривой и Даугавгривскими очистными сооружениями расположен небольшой залив — Зиемельупе. Этот залив неоднократно становился устьем Лиелупе в Рижский залив, но после 1755 года, когда образовалось нынешнее устье Лиелупе, он был занесён песком.
Колебания уровня воды в Булльупе связаны со сгонно-нагонными уровнями Рижского залива и составляют от 1,3 до 2,2 м над уровнем моря. Скорость течения небольшая. Вдоль правого (южного) берега тянется Болдерайско-приедайнская дюнная гряда, где одна из высших точек — дюна Бумбу Калнс.

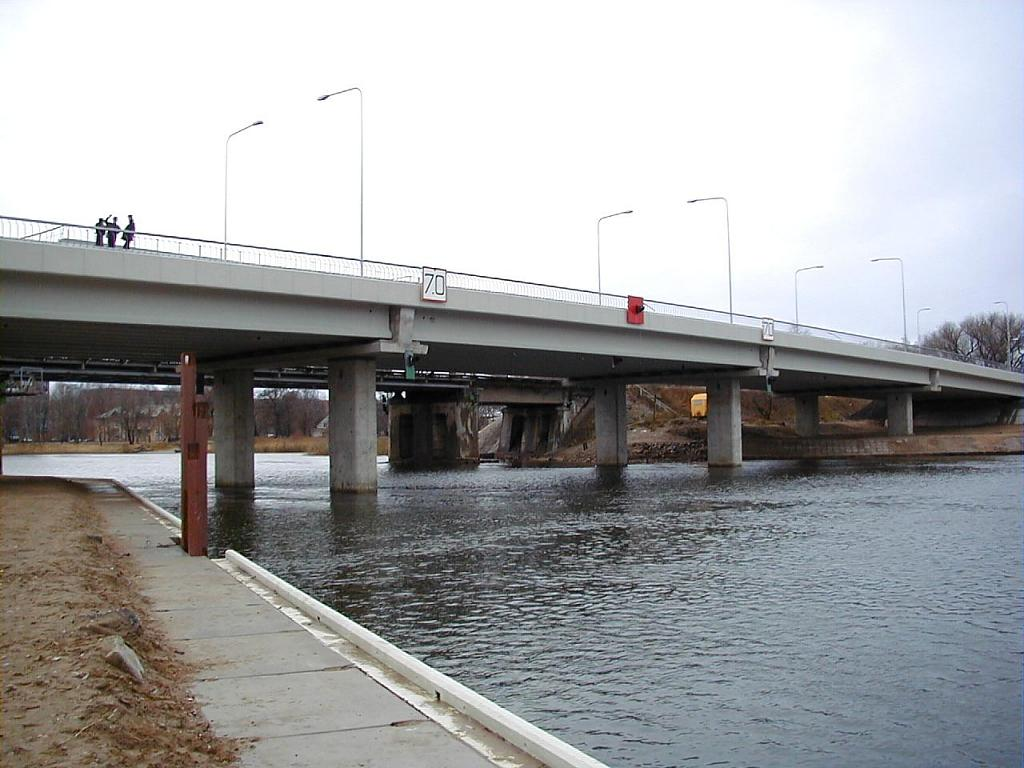
Новый мост через Булльупе

На берегах Булльупе расположены районы Риги: Болдерая, Даугавгрива, Булли и Клейсты.
Болдераю с Даугавгривой соединяют 2 моста через Булльупе. Железнодорожный мост, который до 2002 года был единственным совмещённым железнодорожно-автомобильным мостом в Европе, и новый болдерайский мост, открытый 18 ноября 2002 года.
Булльупе используется для судоходства речными судами, которые осуществляют сообщение между Ригой и Юрмалой, не выходя в Рижский залив, по рекам: Даугава — Булльупе — Лиелупе.